# Paraterpogon punctatus
Paraterpogon punctatus är en tvåvingeart som beskrevs av Hull 1962. Paraterpogon punctatus ingår i släktet Paraterpogon och familjen rovflugor. Inga underarter finns listade i Catalogue of Life.